# Frank Prats
Francisco Adolfo Prats Ceara, detto Frank (Santo Domingo, 16 ottobre 1954 – Santo Domingo, 19 agosto 2019), è stato un cestista e allenatore di pallacanestro dominicano.

## Carriera
Con la Rep. Dominicana ha disputato i Campionati del mondo del 1978 e due edizioni dei Giochi panamericani (San Juan 1979, Caracas 1983).